# Pierreval
Pierreval är en kommun i departementet Seine-Maritime i regionen Normandie i norra Frankrike. Kommunen ligger i kantonen Buchy som tillhör arrondissementet Rouen. År 2022 hade Pierreval 522 invånare.

## Befolkningsutveckling
Antalet invånare i kommunen Pierreval
| Referens: INSEE |